# Chiara Amirante
Chiara Amirante (Roma, 20 luglio 1966) è una scrittrice italiana, autrice di numerosi bestseller; , fondatrice e prima presidente della Comunità Nuovi Orizzonti dedita al disagio sociale, consultrice in due pontifici consigli della Santa Sede e una delle poche donne al mondo convocata dal Papa ai sinodi. Ha ideato un programma pedagogico riabilitativo e il percorso di conoscenza di sé e guarigione del cuore, basato su L'arte di amare, denominato Spiritherapy, diffuso in 80 Paesi del Mondo. I suoi libri si trovano in italiano, inglese, spagnolo, portoghese, tedesco, francese, croato, sloveno, polacco, coreano, slovacco, rumeno.

## Biografia

### Vita e opere

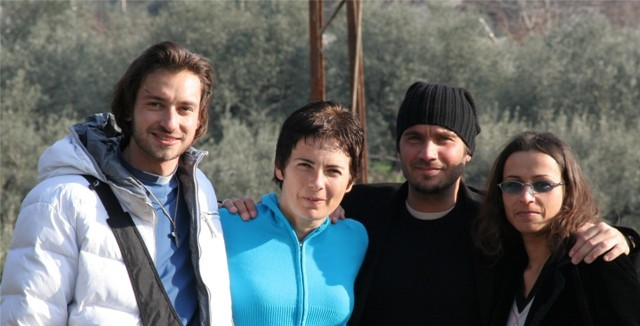
Nek con Chiara Amirante e don Davide Banzato (2006)

Nata a Roma nel 1966, è fondatrice della Comunità Nuovi Orizzonti. Laureata in scienze politiche all'Università "La Sapienza" di Roma e già membro dei focolarini, ha iniziato negli anni novanta ad incontrare alla stazione Termini il popolo della notte: ragazzi con problemi di tossicodipendenza, alcolismo, prostituzione, AIDS, carcere.
Ha fondato numerosi centri di recupero per tossicodipendenti, alcolisti, ragazze madri, bambini di strada, ragazze schiave della prostituzione, ex detenuti. Ha ideato uno specifico percorso terapeutico riabilitativo, un percorso di conoscenza di sé e guarigione del cuore denominato L'Arte di amare e un progetto pastorale di missioni di strada.
Dagli anni novanta partecipa come ospite ad alcuni programmi televisivi italiani in Rai, Mediaset, LA7, in particolare a Il Fatto di Enzo Biagi, A Sua immagine, Sulla via di Damasco, Pomeriggio sul 2, L'Italia sul 2, Italia allo specchio, Pomeriggio Cinque, Matrix, La strada dei miracoli, I viaggi del cuore, L'infedele, Le invasioni barbariche, Piazzapulita e in diversi programmi a TV2000, Telepace, Radio Vaticana, Radio Maria, Che tempo che fa.
Fin dai primi anni, il cardinale Ersilio Tonini è stato vicino a Chiara Amirante visitando le prime sedi a Trigoria (Roma) e poi a Piglio (Frosinone), sostenendo Nuovi Orizzonti. Il cardinale Tonini ha curato la prefazione del primo libro divenuto bestseller Stazione Termini ed ha portato l'esperienza di Chiara Amirante al sinodo di Roma sulla vita consacrata del 1994.
Dal 2004 è consultore del Pontificio consiglio della pastorale per i migranti e gli itineranti e dal 2011 è membro del comitato scientifico per la rivista People on the Move dello stesso dicastero. Dal 2012 è consultore del pontificio consiglio per la promozione della nuova evangelizzazione e dal 2022 del Dicastero per l'evangelizzazione.
È stata nominata uditrice alla XIII assemblea generale ordinaria del Sinodo dei vescovi dal 7 al 28 ottobre 2012 sul tema "la nuova evangelizzazione per la trasmissione della fede cristiana". Nel 2017 e 2018 ha collaborato al Sinodo dei vescovi dedicato ai giovani.
Dal 2017 in qualità di consultore collabora con il Dicastero per il servizio dello sviluppo umano integrale e dal 29 novembre al 1 dicembre 2018 è stata convocata come relatore alla conferenza internazionale Droga e Dipendenze: un ostacolo allo sviluppo umano integrale promossa dal Dicastero per il servizio dello sviluppo umano integrale svoltasi in vaticano.
Dal 2018 ha intessuto un colloquio personale con Papa Francesco relativamente alle apparizioni di Medjugorje.
Il 9 giugno 2019 in occasione dei 25 anni di fondazione Papa Francesco ha inviato un testo e un videomessaggio trasmessi durante la festa di Pentecoste a Frosinone alla presenza di 3000 persone; inoltre ha telefonato a sorpresa al termine della celebrazione eucaristica presieduta dal Cardinale Marc Ouellet e dal Vescovo Diocesano Ambrogio Spreafico.
Nello stesso anno è stata chiamata al corso di formazione dei nuovi vescovi per condurre una mattina di formazione dedicata al tema La spiritualità di comunione e la formazione alla vita sinodale.
Il 24 settembre 2019 Papa Francesco ha trascorso una giornata visitando la Cittadella Cielo di Frosinone. Da quest'incontro Chiara Amirante ha pubblicato il 19 maggio 2020 il libro Dio è gioia con un'intervista inedita al Papa sulla felicità, diversi interventi sulla gioia e le parole che ha pronunciato a Nuovi Orizzonti. Nel libro sono raccolte anche alcune testimonianze dei ragazzi della comunità insieme alle esperienze di Andrea Bocelli, Nek, Fabio Fazio, Matteo Marzotto.
L’1 e il 2 ottobre 2019 Chiara Amirante, su richiesta della Santa Sede, ha partecipato al  convegno in Russia a San Pietroburgo dedicato alla comprensione del problema delle dipendenze da un punto di vista teologico e pastorale, organizzato congiuntamente dalla Chiesa ortodossa russa del Patriarcato di Mosca e dalla Chiesa cattolica russa, che hanno creato una commissione mista di lavoro sui temi della famiglia e dell'educazione, con il sostegno della Fondazione Aiuto alla Chiesa che soffre. In tale occasione si sono svolti incontri e tavole rotonde dove anche Chiara Amirante è stata relatrice dell’esperienza di Nuovi Orizzonti insieme a due rappresentanti della Comunità Cenacolo come rappresentanti per la Chiesa Cattolica, in dialogo con vescovi e sacerdoti ortodossi provenienti da varie parti del Mondo e dalle diocesi della Chiesa ortodossa russa in Russia. 
Il 14 e 15 giugno 2023 il vescovo ortodosso Mefodij, responsabile del lavoro di assistenza e aiuto che il Patriarcato di Mosca svolge con persone in varie difficoltà, soprattutto per le dipendenze, si è recato in visita in Italia alla Comunità Nuovi Orizzonti, presso la sede centrale della Cittadella Cielo a Frosinone e altre sedi nel Lazio per rendersi conto di persona del lavoro che si svolge nelle diverse comunità per crescere nella cooperazione nel contrasto alle dipendenze e nella prevenzione per il disagio giovanile.
Nel febbraio 2024 si dimette dalla presidenza di Nuovi Orizzonti per motivi di salute

### Primi anni
Nel 1987 all'età di 21 anni le viene diagnosticata una grave malattia agli occhi per la quale avrebbe rischiato una cecità totale. Sarebbero state l'esperienza della malattia e un'improvvisa guarigione, che la donna racconta come inspiegabile e miracolosa, a spingerla all'evangelizzazione di strada. Nel 1990 ha iniziato a Roma ad andare in strada di notte per rispondere all'emergenza di un imponente disagio sociale. Per due anni ha girato nella stazione Termini incontrando giovani soli, emarginati, schiavi della droga, dell'alcolismo, nel mercato-schiavitù della prostituzione, implicati in varie forme di devianza e criminalità. Dal 1992 ha organizzato équipe di evangelizzazione di strada. Inizialmente ha indirizzato le varie richieste di aiuto in diversi centri di accoglienza esistenti.
Dopo aver fondato nel 1993 l'associazione di volontariato onlus "Nuovi Orizzonti", nel 1994 ha aperto il centro nella zona di Trigoria, accogliendo i ragazzi in difficoltà gratuitamente e basandosi sull'abbandono alla divina provvidenza. In pochi anni si è rivelata l'efficacia del programma pedagogico riabilitativo "Nuovi Orizzonti" ed è nato il "corso di conoscenza di sé e guarigione del cuore l'arte di amare" anche per gruppi esterni. Gli stessi ragazzi accolti hanno sentito l'urgenza di impegnarsi in una pastorale di evangelizzazione di strada, alcuni (di cui molti provenienti dalla strada) hanno voluto impegnarsi con promesse di povertà, castità, obbedienza e gioia.
Nel 1996 ha avviato il progetto "Cittadella Cielo". Nel marzo 1997 il cardinale Camillo Ruini ha riconosciuto l'associazione privata di fedeli "Nuovi Orizzonti" di diritto diocesano a Roma. Nel maggio del 1997 la comunità si è trasferita nel "centro di formazione, evangelizzazione e accoglienza" a Piglio (Frosinone), in un ex convento francescano, che è stata la sede centrale e centro di formazione al volontariato internazionale fino all'apertura della Cittadella Cielo a Frosinone nel 2015. La nuova Cittadella Cielo di formazione ed accoglienza è stata inaugurata come sede internazionale il 6 novembre 2016.

### Le missioni di strada
Il 13 dicembre 1998 presso la parrocchia Santissimi Fabiano e Venanzio a Roma ha organizzato la prima missione di strada di quindici giorni a cui hanno partecipato duecento giovani. La proposta è stata accolta e sostenuta dal Vescovo Ausiliare Cesare Nosiglia e ha aperto la strada ad una nuova metodologia pastorale di evangelizzazione di strada. Dal 1998 in poi molte diocesi italiane e all'estero hanno iniziato ad invitare Nuovi Orizzonti per poter realizzare esperienze simili, coinvolgendo diverse realtà ecclesiali, avviando scuole di evangelizzazione e centri di evangelizzazione e numerose attività.
Nel febbraio del 1999 è stata aperto a Roma il centro "Arcobaleno dell'Amore", primo centro di evangelizzazione di strada, prima accoglienza, orientamento e prevenzione. Nel 2000 ha inaugurato la prima fondazione in Brasile e in Bosnia ed Erzegovina, a Međugorje. Nel 2006 lancia l'iniziativa dei "Cavalieri della Luce" e sono nati gruppi di cavalieri della luce in vari Paesi: Inghilterra, Spagna, Brasile, Germania, Svizzera, Francia, Stati Uniti, Argentina, Bosnia ed Erzegovina, Polonia, Portogallo.

## LaSpiritherapypercorso di conoscenza di sé e guarigione del cuore
Nel 1994 Chiara Amirante ha ideato uno specifico programma pedagogico riabilitativo denominato nuovi orizzonti per i primi ragazzi accolti da varie dipendenze, basato sul vangelo, denominato L'arte di amare. Negli anni, vista l'efficacia del programma specifico e la sua declinazione in modalità diverse specifiche con progetti di prevenzione nelle scuole, con le missioni di strada e l'espansione del movimento Nuovi Orizzonti, è nato un percorso di conoscenza di sé e guarigione del cuore, basato su L'Arte di Amare anche per gruppi esterni, coinvolgendo anche personaggi noti come Andrea Bocelli, Filippo Neviani, Matteo Marzotto, Fabio Fazio, Sarah Maestri e altri che ne sono diventati promotori, riconoscendo che alla base di ogni problema c'è una mancata risposta al bisogno fondamentale della persona di amare ed essere amata per ciò che è e che ogni dipendenze ha sempre le stesse identiche dinamiche da scardinare. Il percorso - da cui è nata anche una collana di libri e supporti video - si è svolto per anni in presenza a Roma, a Frosinone e in incontri all'estero con i vari gruppi aderenti a Nuovi Orizzonti, radunando migliaia di persone. Durante la pandemia sono stati offerti in streaming e oggi la Spiritherapy, il percorso di conoscenze di sé e guarigione del cuore, ha raggiunto 40.000 persone collegate in presenza da 80 Paesi del Mondo, in presenza localmente collegati con la sede centrale a Frosinone presso la Cittadella Cielo, guidati dalla fondatrice Chiara Amirante, offrendo gruppi di condivisione, tutor di riferimento, traduzione simultanea in inglese, spagnolo, portoghese, francese e lingua dei segni.

## Riconoscimenti
Nel 1998 viene insignita del premio internazionale del Messaggero di Sant'Antonio − che dal 2002 ha preso il nome di "Premio internazionale Sant'Antonio" − a motivo dell'impegno profuso nell'offrire occasioni di vita, di recupero di dignità a tanti che vivono nel disagio.
Nel dicembre 2002 viene dato un particolare riconoscimento dalla Chiesa cattolica all'azione di evangelizzazione di strada dell'associazione Nuovi Orizzonti con la recensione nel sito della Santa Sede del libro Stazione Termini, scritto da Chiara Amirante, edito da Città Nuova editrice.
Il 3 febbraio 2003, dopo avere ricevuto numerosi premi nazionali e internazionali, è stata scelta per il premio Campidoglio datole dal sindaco di Roma Walter Veltroni.
Il progetto di Chiara Amirante ha avuto nel 2004 un particolare riconoscimento da papa Giovanni Paolo II, da cui è stata nominata consultore del Pontificio consiglio della pastorale per i migranti e gli itineranti. Tale incarico è stato rinnovato fino al 2011 da papa Benedetto XVI.
Il 18 marzo 2005, riceve dall'Accademia Bonifaciana di Anagni, su proposta del Rettore Presidente Cav. Dott. Sante De Angelis, il Premio Internazionale Bonifacio VIII "...per una cultura della Pace..." (III edizione), alla presenza tra gli altri del Vescovo della Diocesi di Anagni-Alatri Mons. Lorenzo Loppa e del Card. Zenon Grocholewski, Prefetto della Congregazione per l'Educazione Cattolica; nell'agosto 2005 è stato pubblicato e divulgato un suo intervento nel sito della Santa Sede nell'agosto 2006 è stato recensito nel sito della Santa Sede il libro Evangelizzazione di strada. L'esperienza e il progetto di Nuovi Orizzonti, scritto da don Davide Banzato, edito da Città Nuova e durante la visita ad limina il vescovo Salvatore Boccaccio consegna il libro Evangelizzazione di strada a papa Benedetto XVI.
Nel 2006 ha ricevuto il riconoscimento internazionale Santa Rita da Cascia.
Nel 2008  ha ricevuto il premio internazionale della pace e della solidarietà Giorgio La Pira.
L'8 dicembre 2010 il Pontificio consiglio per i laici, presieduto dal cardinale Stanisław Ryłko, ha riconosciuto Nuovi Orizzonti come "associazione internazionale privata di fedeli" di diritto pontificio.
Nel febbraio 2011 il Pontificio consiglio della pastorale per i migranti e gli itineranti l'ha nominata membro del comitato scientifico appositamente costituito per la rivista People on the Move.
In data 19 maggio 2011 papa Benedetto XVI ha nominato la dottoressa Chiara Amirante consultore del Pontificio consiglio per la promozione della nuova evangelizzazione.
Il 22 ottobre 2011 le è stato assegnato il premio Magna Grecia awards per la sezione "eccellenza".
Il 25 maggio 2012 le è stato assegnato il premio Apulions, organizzato dal Lions Club di Casarano, per la categoria solidarietà. Il Defensor Fidei, premio che ogni anno è assegnato dal "Timone" e dalla fondazione "Fides et Ratio" a chi ha saputo distinguersi per gesti di autentica promozione della fede, le è stato assegnato il 16 giugno 2012.
Il 15 settembre 2012 a Pontremoli il comitato "Scienza & vita" della Lunigiana le ha conferito il premio alla carriera "Santa Gianna Beretta Molla", con la motivazione di essere un'autrice distintasi sia con la vita sia con le opere nell'aver difeso la vita e la dignità dell'essere umano, mostrando come si possa sempre riscoprire la bellezza del dono della vita anche nelle situazioni più difficili e segnate dal dolore, dalla difficoltà e dall'errore.
Il 4 ottobre 2012 il centro francescano internazionale di Studi per il dialogo fra i popoli le conferisce il XX premio internazionale per il dialogo fra i popoli e le loro culture “San Francesco e Chiara d'Assisi”. Benedetto XVI l'ha nominata uditrice alla XIII assemblea generale ordinaria del sinodo dei vescovi sul tema “La nuova evangelizzazione per la trasmissione della fede cristiana”.
Il 15 dicembre 2014 a Palermo è stata insignita del premio internazionale "Pino Puglisi".
Il 9 maggio 2015 al teatro Pirandello di Agrigento Lorella Cuccarini, madrina della serata, le ha consegnato il premio "Mimosa d'Oro".
Il 16 maggio 2015 a Bisceglie l'Associazione Giovanni Paolo II le ha conferito il riconoscimento "Giovanni Paolo II".
Il 20 dicembre 2015 a Sassuolo ha ricevuto il premio "Pellegrino di Pace" assegnato a grandi personalità caratterizzate dall'impegno come costruttori di pace, fra i tanti Luciano Pavarotti, Mikhail Gorbaciov, Madre Teresa di Calcutta, Íngrid Betancourt, Giovanni Paolo II, Andrea Bocelli.
Il 29 marzo 2016 papa Francesco le ha scritto una lettera esprimendo la gioia per l’approvazione pontificia definitiva degli statuti dell’Associazione Nuovi Orizzonti.
Il 25 ottobre 2017 è stata insignita del riconoscimento speciale assegnato a Nuovi Orizzonti e ad Emergency all'interno della cerimonia della IX edizione del premio nazionale "Maria Rita Saulle" patrocinato dal Senato della Repubblica e dalla Camera dei deputati, alla presenza del già sottosegretario alla Presidenza del Consiglio dei ministri Gianni Letta, del presidente dell’istituto "Paolo De Nardis", del presidente emerito Antonio Iodice e del presidente emerito della Corte costituzionale Giuseppe Tesauro..
Il 28 ottobre 2017 ha ricevuto il premio internazionale "Padre Pio da Pietrelcina".
L'11 novembre 2017 ha ricevuto il premio nazionale di cultura "Altipiani di Arcinazzo" consegnato dall'avvocato Carlo Taormina alla presenza del deputato europeo Lorenzo Cesa e di diverse autorità.
Nell'estate 2019 a Lerici ha ricevuto il premio giornalistico Narducci conferito dal quotidiano Avvenire.
Nella celebrazione del XXV anniversario della fondazione sono giunti gli auguri di Papa Francesco con un video messaggio e una telefonata durante la celebrazione con tremila aderenti presso il Palazzetto dello sport di Frosinone.
Il 24 settembre 2019 la fondatrice ha ricevuto la visita di Papa Francesco presso la Cittadella Cielo a Frosinone. Il papa ha ascoltato le storie dei ragazzi e ha simbolicamente messo a dimora un ulivo. Gli interventi sono stati trasmessi su Tv2000 nel programma Dio è gioia. Papa Francesco incontra Nuovi Orizzonti. Tra i presenti anche Andrea Bocelli, Andrea Griminelli, Filippo Neviani.
Il 10 ottobre 2020 ha ricevuto il premio della categoria Témoignage alla fiera del libro di Tours.
Il 19 febbraio 2021 insieme al Cardinale Luis Antonio Tagle  ha concluso i lavori aperti da Papa Francesco in qualità di relatrice nel simposio internazionale promosso dalla Congregazione per i vescovi.
Il 19 maggio 2024 Papa Francesco ha inviato un videomessaggio ringraziando Chiara Amirante e la comunità Nuovi Orizzonti in occasione della festa per i 30 anni di fondazione.

## Libri
- Stazione Termini. Storie di droga, AIDS, prostituzione, Roma, Città Nuova, 1994, ISBN 88-311-6052-4.
- Nuovi Orizzonti. La nostra avventura nel mondo della strada, Roma, Città Nuova, 1997, ISBN 88-311-6055-9.
- Il Regno della Gioia, Piglio, Orizzonti di Luce, 2000, ISBN 978-88-97541-09-7.
- Alzati e rivestiti di luce, Piglio, Orizzonti di Luce, 2005, ISBN 978-88-97541-15-8.
- Gioia piena. Esercizi per non essere mai tristi, Roma, Città Nuova, 2005, ISBN 978-88-311-4403-2.
- Pregare è amare. Una via per la guarigione del cuore, Roma, OCD, 2005, ISBN 978-88-7229-309-6.
- Il Paradiso non può attendere. Vivere adesso la gioia del cielo, Roma, OCD, 2006, ISBN 978-88-7229-313-3.
- Il sole nell'abisso. Nuovi Orizzonti: colorare di gioia le tenebre del mondo, Roma, OCD, 2006, ISBN 978-88-7229-321-8.
- Fuoco dal cielo. Volare con le ali dello Spirito Santo, Roma, OCD, 2007, ISBN 978-88-7229-348-5.
- L'avventura di Nuovi Orizzonti, Roma, OCD, 2009, ISBN 978-88-7229-458-1.
- Guarire il cuore, Roma, OCD, 2010, ISBN 978-88-7229-477-2.
- Pregare è amare, Piglio, Orizzonti di Luce, 2011, ISBN 978-88-97541-18-9.
- Un popolo della luce, Piglio, Orizzonti di Luce, 2011, ISBN 978-88-97541-00-4.
- Perché sei venuto nel mondo?, Piglio, Orizzonti di Luce, 2011, ISBN 978-88-97541-02-8.
- Mistero d'Amore, Piglio, Orizzonti di Luce, 2012, ISBN 978-88-97541-04-2.
- Il prodigio che è in te, Piglio, Orizzonti di Luce, 2012 (2008), ISBN 978-88-97541-14-1.
- Nuovi Evangelizzatori. Centri di evangelizzazione: una esperienza, una proposta, con Davide Banzato, Piglio, Orizzonti di Luce, 2012, ISBN 978-88-97541-03-5.
- Solo l'Amore resta. Nuovi Orizzonti nell'inferno della strada, Casale Monferrato (MI), Edizioni Piemme, 2012, ISBN 978-88-6836-707-7.
- E Gioia Sia. Il segreto per la felicità, Casale Monferrato (MI), Edizioni Piemme, 2014, ISBN 978-88-6836-752-7.
- Dialogare con Dio. La preghiera del cuore: una via per la pace, Casale Monferrato (MI), Edizioni Piemme, 2015, ISBN 978-88-6836-812-8.
- Il grido inascoltato. SOS giovani, Piglio, Orizzonti di Luce, 2018, ISBN 978-88-97541-05-9.
- La guarigione del cuore. Spiritherapy: l'arte di amare e la conoscenza di sé, Casale Monferrato (MI), Edizioni Piemme, 2019, ISBN 978-88-566-6082-1.
- Dio è gioia. Papa Francesco incontra Nuovi Orizzonti, Casale Monferrato (MI), Edizioni Piemme e Libreria editrice vaticana, 2020, ISBN 978-88-566-7642-6.
- La pace interiore. Liberarsi dall'ansia, dalle paure, dai pensieri negativi, Casale Monferrato (MI), Edizioni Piemme e Orizzonti di Luce, 2022, ISBN 978-88-566-8501-5.
- La forza dello spirito. La chiave per una gioia piena, Casale Monferrato (MI), Edizioni Piemme e Orizzonti di Luce, 2022, ISBN 978-88-566-8554-1.
- Vivi per qualcosa di grande. L'arte di decidere, Casale Monferrato (MI), Edizioni Piemme e Orizzonti di Luce, 2023, ISBN 978-88-566-8912-9.
- L'amore vince. Il balsamo del perdono, Casale Monferrato (MI), Edizioni Piemme e Orizzonti di Luce, 2023, ISBN 978-88-566-8913-6.
- Conosci te stesso. Alcune trappole e impedimenti all'amore, Casale Monferrato (MI), Edizioni Piemme e Orizzonti di Luce, 2024, ISBN 978-88-566-9470-3.